# Коркуль
Корку́ль (рос. Коркуль) — гірська вершина у північно-східній частині Великого Кавказу. Знаходиться на території Росії (південний Дагестан).